# 러시아는 우크라이나에 대응하여 무엇을 해야 하는가
러시아는 우크라이나에 대응하여 무엇을 해야 하는가(러시아어: Что Россия должна сделать с Украиной, 로마자 표기: Chto Rossiya dolzhna sdelat s Ukrainoy)는 티모페이 세르게이체프가 작성하고 러시아 국영 뉴스 대행사 리아 노보스티에 게재된 기사이다. 이 기사는 우크라이나의 "탈나치화"를 달성하려는 러시아의 목표에 따라 국가로서의 우크라이나를 완전히 파괴하고 우크라이나 국가 정체성을 완전히 파괴할 것을 요구한다. 이 기사는 블라디미르 푸틴 러시아 대통령이 침공을 발표하는 연설에서 우크라이나를 점령할 계획이 없으며 우크라이나 국민의 자결권이 침해되지 않을 것이라고 밝힌 견해와 대조된다.
이 보고서는 러시아의 우크라이나 침공이 진행 중인 상황에서 2022년 4월 3일에 출판되었으며, 같은 날 우크라이나 도시 부차 (우크라이나)에서 러시아군이 퇴각한 후 수십 명의 민간인 시신이 발견되었다.
이 기사는 국제적인 비난과 분노를 불러일으켰고 대량 학살 의도의 증거로 비난을 받았다.

## 같이 보기
- 특별 군사 작전의 실행에 대하여
- 도네츠크 인민공화국과 루간스크 인민공화국의 독립 승인에 관한 블라디미르 푸틴의 연설
- 러시아 국민주의
- 라시즘
- 부차 학살
- 러시아의 우크라이나 침공에서 러시아가 저지른 전쟁 범죄